# Xã Webb, Quận Reynolds, Missouri
Xã Webb (tiếng Anh: Webb Township) là một xã thuộc quận Reynolds, tiểu bang Missouri, Hoa Kỳ. Năm 2010, dân số của xã này là 832 người.